# Грушевський Святослав-Андрій Іванович
Святосла́в-Андрі́й Іва́нович Груше́вський — солдат, Міністерство внутрішніх справ України.

## Життєпис
Активіст ВО «Свобода», брав участь у подіях Революції Гідності. 
Брав участь у боях за Іловайськ, підрозділ розвідки. Здійснили зачистку Грабського, терористи покидали усіх своїх убитих. З 18 серпня вів бойові дії в Іловайську, 19-го зазнав поранення в ногу та плече. Романенко Олександр-«Скіф» зазнав двох кульових поранень в живіт — не носив броні, лише кевларові вставки. Коли «Скіф» відійшов до кращого світу, Святослав-Андрій намагався допомогли пораненому Сергію Шкарівському, тоді й зазнав другого кульового поранення — в руку. «Шульц» на той час вже був мертвий. Грушевського не могли забрати, хоча знаходилися за 3 метри. Водію «Газелі», на якій намагалися дістатися до нього, куля влучила у щелепу.
Переніс кілька операцій, функції руки повністю не відновилися.

## Нагороди
За особисту мужність, сумлінне та бездоганне служіння Українському народові, зразкове виконання військового обов'язку відзначений — нагороджений
- орденом «За мужність» III ступеня (1.12.2016).